# Charybdis hellerii
Charybdis hellerii är en kräftdjursart som först beskrevs av Alphonse Milne-Edwards 1867.  Charybdis hellerii ingår i släktet Charybdis och familjen simkrabbor. Inga underarter finns listade i Catalogue of Life.